# 796 до н. е.

## Події
- Облога Дамаску військом царя Ассирії Ададнерарі ІІІ. Місто змушене здатися. Царі Ізраїлю та Едому приносять данину ассирійцям. Ададнерарі ще здійснив походи до гір Таурус та проти Урарту.
- Цар Ізраїлю Йоас виступив проти арамеян і розгромив царя Дамаску Бен-Хаддада III коло Афеку. Бен-Хадад III став васалом Йоаса.
- Занепокоєний успіхами Ізраїлю, цар Юдеї Амасія виступив проти нього, але був розгромлений у битві при Бет-Шемеш. Йоас захопив Єрусалим, вивіз скарби храму, зруйнував стіни міста.
- Аргішті, цар Міліду (тепер Малатья в Туреччині).
- Онуки короля Ліра Кунедаг та Марган перемогли свою тітку, королеву Корделію і поділили Британію між собою по річці Хамбер.